# 郷議局
郷議局（きょうぎきょく、Heung Yee Kuk）は、香港の新界原居民による議会組織である。任期は4年。主席（立法会議員も兼務）は1980年以来、zh:劉皇發（自由党員）のままである。議員は下部組織である郷事委員会の正副主席、新界太平紳士（政府が認定した名士）や郷事委員会の村代表や民政事務局が推薦した人物などからなる。

## 概要
当初の任期は2年だったが、1982年に区議会の任期(当時)にあわせて3年に変更され、さらに1984年に立法局（現在の立法会）議員を輩出するようになると現在の任期になった。主席である劉皇發が長年選出されていたが、彼が村代表二人制の導入に賛成したことが影響し、2004年立法会議委員選挙では林偉強同副主席が郷議局から選出された。劉皇發は区議会選出枠から、林偉強同副主席と李國英同委員は民選枠から当選している。郷議局出身の立法会議員は計4名となり、人数だけでは原居民の人口比を上回る勢力となった。
1926年に設立された。前身は香港政庁の土地収容に対抗するため1923年設立された香港農工商業研究総会である。1959年に、郷議局條例が施行され、郷議局は法定機関となった。翌年の1960年、初の郷事委員会は議局議員選挙が行われた。
郷議局に対応する行政部門として、かつては新界民政署が存在した。1974年に新界政務署へと改称した。現在は、民政事務総署となっている。
郷議局の下部には、27の郷事委員会が設置されている。